# Saint-Pierre-de-Colombier
Saint-Pierre-de-Colombier település Franciaországban, Ardèche megyében. Lakosainak száma 443 fő (2022. január 1.). Saint-Pierre-de-Colombier Burzet, Chirols, Juvinas, Labastide-sur-Bésorgues, Meyras és Montpezat-sous-Bauzon községekkel határos.

## Népesség
A település népessége az elmúlt években az alábbi módon változott:
| Lakosok száma | 454  | 385  | 388  | 385  | 409  | 413  | 411  | 430  | 440  | 443  |
|               | 1968 | 1982 | 1990 | 2006 | 2013 | 2015 | 2017 | 2019 | 2020 | 2022 |